# Draped Bust Half Eagle
Draped Bust Half Eagle również jako Capped Bust to the right lub Turban Head Half Eagle – pierwsza amerykańska złota moneta obiegowa o nominale pięciu dolarów amerykańskich projektu Roberta Scota, wybijana przez U.S. Mint w latach 1795–1807. W 1807 roku została zastąpiona przez monetę Capped Bust Half Eagle.      
Monety o nominale 5 dolarów (Half Eagle) zostały ustanowione na mocy uchwalonej 2 kwietnia 1792 roku przez Kongres ustawy Coinage Act of 1792.     

## Tło historyczne
Pierwsza propozycja wprowadzenia monety o nominale pięciu dolarów pojawiła się 8 sierpnia 1786 roku z inicjatywy samego Kongresu. Według jej założeń moneta Half Eagle miała 123,134 grany czystego złota (7,9789 g) i miałaby przedstawiać orła. Jednak wówczas dyskusja nie przyniosła żadnych rezultatów. 2 kwietnia 1792 roku Kongres uchwalił Coinage Act of 1792, który zezwolił na bicie monet kilku denominacji, w tym właśnie monet złotych o nominale pięciu dolarów amerykańskich zwanych Half Eagle. Była to wówczas druga moneta co do wartości w Stanach Zjednoczonych, większy nominał miały tylko monety Eagle. W tym czasie złoto było istotnym kruszcem w amerykańskim handlu. W obiegu znajdowały się wówczas złote monety z Hiszpanii, Meksyku, Holandii czy Wielkiej Brytanii i pozostawały legalnym środkiem płatniczym w Stanach Zjednoczonych do 1857 roku. Mennictwo miedziane rozpoczęto już w 1793 roku. W wypadku mennictwa kruszcowego mennica napotkała przeszkody w postaci wysokich osobistych poręczeń dla urzędów głównego mincerza i probiercy, które ustalił Kongres. Wynosiły one 10 000 dolarów i obaj urzędnicy mieli problemy, aby wnieść poręczenia w takiej wysokości lub znaleźć dla nich pokrycie. Mennica poprosiła Thomasa Jeffersona, aby interweniował w tej sprawie u prezydenta Jerzego Waszyngtona. 30 marca 1794 roku poręczenia zostały zredukowane do 1000 dolarów dla probiercy i 5000 dolarów dla głównego mincerza. 

## Projekt i emisja

### Wizerunek monety
W maju 1795 roku dyrektor mennicy David Rittenhouse wyznaczył rytownika Roberta Scota, aby ten rozpoczął prace nad stemplami pierwszej monety Half Eagle. Źródło inspiracji wyglądu Miss Liberty nie jest znane. Uważa się, że Scot skopiował znany mu wówczas wizerunek hellenistycznej bogini. Amerykańskie ustawodawstwo nie zawierało wówczas wytycznych na temat wizerunków monet. Użycie wizerunku kobiety miało być kontynuacją tradycji z 1793 roku, kiedy na pierwszym cencie pojawiła się głowa kobiety z rozpuszczonymi, falowanymi włosami. Również pierwsze srebrne dolary Flowing Hair i Draped Bust przedstawiały profil kobiety z rozpuszczonymi włosami. Antyczne konotacje próbowano także przypisać czapce, która pojawiła się na głowie Miss Liberty. Miała ona nawiązywać do czapki frygijskiej lub rzymskiego pileusu – symbolu wyzwolenia niewolnika. Bowers przytacza list późniejszego dyrektora mennicy Samuela Moore’a, który uważał, że Scot prawdopodobnie odwołał się do modnego nakrycia głowy kobiet w Stanach Zjednoczonych pod koniec XVIII wieku. Mogła być to materiałowa czapka lub czepiec, który widoczny jest m.in. na portretach Marthy Waszyngton z tej epoki. Na rewersie monety Scot przedstawił orła z rozłożonymi skrzydłami i wieńcem w dziobie, siedzącego na liściu palmowym. Tzw. small eagle wzorowany był na onyksowej kamei z katalogu Fritza Eichlera i Ernsta Krisa (pozycja nr 4) z Kunsthistorisches Museum w Wiedniu. Kiedy moneta weszła do obiegu, to orzeł na niej przedstawiony zyskał miano chicken eagle i uważano go za „mizernego”.  

### Początek emisji
Pogarszający się stan zdrowia Rittenhouse’a oraz krytyka jego osoby w związku z polityką kruszcową mennicy sprawiły, że poinformował on prezydenta o zamiarze opuszczenia stanowiska z dniem 30 czerwca 1795 roku. Pod koniec czerwca dyrektorem mennicy został Henry William de Saussure, który nakazał rozpoczęcie bicia pierwszych złotych monet pięciodolarowych. 31 lipca pierwsze 744 sztuk zostało dostarczonych przez U.S. Mint. Do 16 września wyemitowano 8707 sztuk Draped Bust Half Eagle. Według Bowersa do wybicia tych monet użyto co najmniej dziewięciu stempli rewersu. 
Od początku emisji złotych monet pojawił się problem wynikający z ustalonego przez władze federalne stosunku srebra do złota. W 1792 roku Kongres ustalił stosunek srebra do złota na 15 do 1. Rynkowy stosunek srebra do złota wynosił jednak 15¾ do 1 w Wielkiej Brytanii i na terenie Niemiec, 15½ do 1 we Francji lub 16 do 1 w Stanach Zjednoczonych. Sytuacja ta w połączeniu z rosnącym wydobyciem srebra sprawiała, że złote monety były wychwytywane z obiegu i przetapiane, aby następnie sprzedać złoto z zyskiem na rynku. Część z monet była także wywożona poza granice państwa do Europy. Większość z 18 512 pięciodolarówek wybitych w latach 1795–1798 została przetopiona.  

### Rewers zHeraldic Eagle
W 1796 roku rząd Stanów Zjednoczonych zarządził poprawę wizerunków amerykańskich monet. Wynikało to z chęci dorównania standardom europejskim, gdzie na monetach coraz częściej na rewersach pojawiały się herby państwowe. W tym celu, w 1798 roku, Scot zaadaptował wizerunek Wielkiej Pieczęci Stanów Zjednoczonych i na rewersie umieścił tzw. Heraldic Eagle. Źródła podają, że pojawienie się Heraldic Eagle na rewersie wynikało również z krytyki dotychczasowego wizerunku orła. Jednak wizerunek nowego orła również został poddany krytyce. Dotyczyła ona rozmieszczenia strzał i gałązki oliwnej w szponach orła. Symbolika Wielkiej Pieczęci miała ukazywać zwycięstwo pokoju nad wojną, ponieważ w prawym szponie, uważanym za honorowy, orzeł trzymał gałązkę oliwną, a w lewym, symbolizującym zło, strzały. Scot natomiast w prawym szponie umieścił wiązkę strzał, a w lewym gałązkę oliwną. Nie wiadomo, czy wynikało to z błędu Scota, czy z zamierzonego działania. Istnieje także opinia, niezgodna z zasadami heraldyki, która stanowi, że wizerunek orła należy odczytywać z perspektywy oglądającego i wtedy orzeł symbolizuje zwycięstwo dobra nad złem.
Pomimo że wizerunek Heraldic Eagle został wprowadzony na rewersie monety w 1798 roku, to istnieją egzemplarze Draped Bust Half Eagle z nowym rewersem, ale datą wybicia w 1795 roku. Znane są dwie przyczyny, czemu się tak mogło stać. Po pierwsze, ówcześnie stemple były wykonywane ze stali narzędziowej, która była bardzo droga w ówczesnym czasie. Wobec tego stare stemple były często wykorzystywane tak długo, jak tylko ich stan na to pozwalał. Z kolei Bowers odwołuje się do historii. Gwiazdy umieszczone na rewersie ukazywały liczbę stanów w Unii. Monety Draped Bust Half Eagle z Heralidc Eagle miały tych gwiazd 16. Tennessee zostało przyjęte do Unii 1 czerwca 1796 roku, a co za tym idzie, monety te musiały być wybite po tej dacie. Ponadto 1 września 1797 roku mennica w Filadelfii została zamknięta ze względu na epidemię żółtej febry. Po otwarciu mennicy w listopadzie pojawiła się nagła potrzeba na uzupełnienie liczby monet w obiegu. Monety zaczęto bić przypadkowymi stemplami, które nadawały się do użycia, używając starych stempli awersu z nowymi stemplami rewersu. Liczba wybitych monet nie była jednak duża, co pozwala stwierdzić, że Draped Bust Half Eagle z nowym rewersem, ale z 1795 rokiem wybicia, zostały wyemitowane w 1798 roku.
W 1807 roku John Reich wykonał nowy projekt monety Half Eagle, tworząc nowy wizerunek zwany Capped Bust. 

## Nakłady
Nakłady monet Draped Bust Half Eagle:

### Draped BustzeSmall Eagle
| Mennica (znak) | Filadelfia (b.z.) |
| Rok            | Filadelfia (b.z.) |
| -------------- | ----------------- |
| 1795           | 8707              |
| 1796           | 6196              |
| 1797           | 3609              |
| 1798           | 7                 |

### Draped BustzHeraldic Eagle
| Mennica (znak) | Filadelfia (b.z.) |
| Rok            | Filadelfia (b.z.) |
| -------------- | ----------------- |
| 1795           | b.d.              |
| 1797           | 2                 |
| 1798           | 24 867            |
| 1799           | 7451              |
| 1800           | 37 628            |
| 1802           | 53 176            |
| 1803           | 33 506            |
| 1804           | 30 475            |
| 1805           | 33 183            |
| 1806           | 64 093            |
| 1807           | 32 488            |

## Opis monety

### Awers
Scot na awersie umieścił zwrócony w prawo profil Miss Liberty. Na jej głowie umieścił czapkę (czepiec lub czapkę frygijską). Po lewej i prawej stronie głowy znajdują się sześcioramienne gwiazdy, a pomiędzy nimi słowo „LIBERTY”. Pod Miss Liberty Scot umieścił datę wybicia. Analiza monet wyemitowanych w 1796 roku pokazała, że cyfra 6 została wybita na cyfrze 5. Uważa się, że koszty zrobienia nowych stempli były zbyt wysokie i w mennicy postanowiono wykorzystać stemple z poprzedniego roku, przebijając ostatnią cyfrę. Podobne przebicia stempli z wcześniejszego roku występowały w 1802 roku i w 1803 roku.
Z 1797 roku znane są dwie monety wybite dwom różnymi stemplami awersu, obie z Heraldic Eagle na rewersie. Jedna moneta ma 15 gwiazd wokół Miss Liberty, a druga 16 gwiazd. Obie znajdują się w zbiorach Smithsonian Institution. 
W 1806 roku użyto dwóch odmiennych stempli awersu z datą wybicia. Jeden stempel przedstawia cyfrę 6 ze spiczastym zakończeniem, tzw. pointed 6, drugi stempel miał cyfrę 6 z zaokrągloną końcówką, tzw. round 6. W przypadku tego samego roku oba stemple odróżniają się konfiguracją gwaizd wokół profilu Miss Liberty. W wypadku pointed 6 przedstawia osiem gwiazd po lewej stronie profilu, a pięć gwiazd po prawej. Z kolei w wypadku round 6 po lewej znajduje się siedem gwiazd, a po prawej sześć.

### Rewers
W środku pola rewersu umieszczono orła trzymającego w dziobie wieniec. Ptak miał rozłożone skrzydła i siedział na liściu palmowym. Dookoła orła umieszczono nazwę państwa „UNITED STATES OF AMERICA”. Na monecie nie umieszczono jej nominału, ponieważ był to okres, kiedy w Stanach Zjednoczonych wartość złotych monet oceniano poprzez ich wagę i ilość kruszcu użytego do produkcji.  
W 1798 roku wprowadzono nowe, przeprojektowane przez Scota stemple rewersu z tzw. Heraldic Eagle. Mimo to istnieję egzemplarze z nowym rewersem oraz rokiem 1795 i przebitym 1796 rokiem na awersie. Wynikało to z krótkotrwałego zamknięcia mennicy pod koniec 1797 i wysokimi kosztami produkcji nowych stempli.

### Opis fizyczny
Szczegóły opisu fizycznego monety:
- Waga: 8,75 g
- Średnica: 25 mm
- Kruszec: Au 916 (złoto 91,67%, miedź 8,33%)
- Krawędź: ząbkowana
- Mennica: Filadelfia